# Oregostoma nitidiventre
Oregostoma nitidiventre là một loài bọ cánh cứng trong họ Cerambycidae.